# Предсказање 3: Коначни обрачун
Предсказање 3: Коначни обрачун (енгл. Omen III: The Final Conflict) је британско-амерички натприродни хорор филм из 1981. године, редитеља Грејама Бејкера са Семом Нилом, Лисом Харлоу и Розаном Брацијем у главним улогама. Представља директан наставак филма Предсказање 2: Демијан из 1978, а радња је смештена 20 година након претходног дела. Од ликова из претходних делова, једино се враћа главни антагониста, Демијан Торн кога у овом делу тумачи Нил. Џери Голдсмит се, такође, вратио као композитор који је за рад на првом делу награђен Оскаром.
Коначни обрачун се сматра најслабијим делом у оригиналној трилогији о Демијану Торну, али је упркос томе успео да заради више од 20 милиона долара са четвороструко мањим буџетом. Добио је осредње и негативне критике, а на сајту Ротен томејтоуз оцењен је са 30%. Према оригиналном плану, за 1984. био је планиран нов наставак под насловом Предсказање 4: Армагедон, али се због сукоба редитеља са продукцијом то никада није десило. У покушају да оживи серијал у стилу Ноћи вештица, Страве у Улици брестова или Петка тринаестог, продукцијска кућа Твентит сенчури фокс објавила је нови наствак 1991. године, под насловом Предсказање 4: Буђење. Филм није имао везе са Демијаном Торном и био је веома неуспешан.

## Радња
Након самоубиства америчког амбасадора у Уједињеном Краљевству на његово место долази 33-годишњи Демијан Торн. Пошто је у међувремену у потпуности заузео своју улогу Антихриста, Демијан покушава да спречи други Христов долазак на Земљу. Пошто је 24. марта 1981. распоред звезда у сазвежђу Касиопеја формирао другу Бетлехемску звезду, Демијан схвата да ће Исус поново бити рођен тог дана. Како би спречио његов повратак, Демијан наређује да се убију сва мушка деца рођена тог дана.
У међувремену, отац Де Карло је са монасима из манастира Субијако ископао седам бодежа Медига, који су остали у рушевинама Торновог музеја на крају другог дела. Како су бодежи једини предмети који могу убити Демијана, Де Карло се са још шест свештеника упућује у Лондон, како би га убио пре него што он пронађе дете Христа.

## Улоге
| Глумац         | Улога                               |
| -------------- | ----------------------------------- |
| Сем Нил        | Демијан Торн                        |
| Лиса Харлоу    | Кејт Рејнолдс                       |
| Розано Браци   | отац Де Карло                       |
| Дон Гордон     | Харви Плејдел Дин                   |
| Барнаби Холм   | Питер Рејнолдс                      |
| Луин Вилоби    | Барбара Дин                         |
| Марк Бојл      | брат Бенито                         |
| Милош Кирек    | брат Мартин                         |
| Луис Махони    | брат Пауло                          |
| Ричард Олдфилд | брат Симеон                         |
| Тони Вогел     | брат Антонио                        |
| Хју Мокси      | Батлер                              |
| Мејсон Адамс   | председник САД-а                    |
| Роберт Арден   | амбасадор САД-а у Великој Британији |
| Руби Вокс      | секретарица америчког амбасадора    |
| Хејзел Корт    | жена у лову                         |